# Pipreola chlorolepidota
El frutero gorgirrojo (Pipreola chlorolepidota), también denominado frutero pigmeo (en Colombia), frutero golifuego (en Ecuador), frutero garganta de fuego (en Perú) o granicera garganta en llamas, es una especie de ave paseriforme de la familia Cotingidae perteneciente al género Pipreola. Es nativa de los Andes del noroeste de América del Sur.

## Distribución y hábitat
Se distribuye por la pendiente oriental de los Andes desde el sur de Colombia (sureste de Cauca, oeste de Caquetá) hacia el sur por Ecuador hasta el centro y sureste de Perú (al sur hasta Pasco, también hay registros aislados hasta el extremo este de Puno).
Esta especie es considerada poco común, más rara hacia el sur, en su hábitat natural, los niveles medio y bajo del bosque húmedo de las montañas bajas y piedemonte oriental de los Andes, localmente en las tierras bajas adyacentes, entre los 250 y 1600 m de altitud.

## Descripción
Mide en promedio 13 cm de longitud. Su iris es azul o blanco grisáceo; el pico es de color salmón en el macho, negruzco en la hembra; las patas anaranjadas. La cabeza y dorso son verdes, en el macho garganta y la parte superior del pecho es de color rojo escarlata brillante, el abdomen verde que se va volviendo amarillento hacia abajo del vientre. La hembra presenta un abdomen con coloraciones verdes y amarillentas sin uniformidad y el pecho verde intenso.

## Comportamiento
Busca alimento en el dosel del bosque y en el sotobosque, frecuentemente en bandadas mixtas en compañía de otras especies de pájaros.

## Estado de conservación
El frutero gorgirrojo había sido calificado como «especie casi amenazada» por la Unión Internacional para la Conservación de la Naturaleza (IUCN), debido a la sospecha de que su población total, todavía no cuantificada, estaba en moderada decadencia debido a la pérdida de hábitat; sin embargo en nueva evaluación en 2022, fue calificada como «preocupación menor».

## Sistemática

### Descripción original
La especie P. chlorolepidota  fue descrita por primera vez por el ornitólogo británico William Swainson en 1838 bajo el mismo nombre científico; la localidad tipo es «vecindad de Moyobamba, San Martín, Perú».

### Etimología
El nombre genérico femenino «Pipreola» es un diminutivo del género Pipra, demostrando alguna afinidad entre los mismos; y el nombre de la especie «chlorolepidota», se compone de las palabras del griego «χλωρος khlōros» que significa ‘verde’, ‘amarillo’ y «λεπιδωτος lepidōtos » que significa ‘con escamas’.

### Taxonomía
Está hermanada com Pipreola frontalis. Es monotípica.